# Oxfordshire
Oxfordshire (kiejtése: ˈɒksfərdʃər vagy ˈɒksfərdʃɪər) Anglia egyik nem-nagyvárosi és ceremoniális megyéje a South East England régióban. Észak-északnyugatról Warwickshire, északkeletről Northamptonshire, keletről Buckinghamshire, délről Berkshire, délnyugatról Wiltshire, nyugatról pedig Gloucestershire megyékkel határos. Közigazgatási központja Oxford. A nem-nagyvárosi és ceremoniális megye határai megegyeznek. Lakossága 2014-ben 654 800 volt.

## Története
Oxfordshire régiója a római időkben még jelentéktelen területnek számított, fontossága akkor növekedett meg, amikor az angolszászok a 8. században megalapították Oxford (korabeli nevén Oxenaford, jelentése ökörgázló) városát. Nagy Alfréd szász király is Oxfordshire területén, a mai Vale of White Horse kerületben született. A megyét az írásos források először a 10. század elején említik. Az Oxfordi Egyetemet 1096-ban alapították, bár ma jellemző kollégiumszerveződése csak később alakult ki. A 13. századtól kialakult a nagy jövedelmeket produkáló cotswoldsi gyapjúkereskedelem, amelybe Oxfordshire nyugati fele is beletartozott. Az ipari forradalom idején a megye sokáig megtartotta mezőgazdasági jellegét, de 1912-ben a Morris Motors megalapításával megindult a nehézipar fejlődése is. Az agrárszektor jelentősége és munkaerőigénye azóta meredeken esett; ma a foglalkoztatottak 1%-a dolgozik a farmokon. 
A Temzétől délre fekvő Vale of the White Horse kerület és South Oxfordshire egyes részei 1974 előtt Berkshire-hez tartoztak, az akkori közigazgatási reform során kapcsolták őket a megyéhez. A reformmal viszont a megye elvesztette Cavershamot Berkshire; Stokenchurch-öt pedig Buckinghamshire javára.

## Közigazgatás és politika

Oxfordshire kerületei

Oxfordshire területe 5 kerületre oszlik:
1. City of Oxford
2. Cherwell
3. South Oxfordshire
4. Vale of White Horse
5. West Oxfordshire

Oxfordshire 6 képviselőt küldhet a parlament alsóházába. A 2015-ös választások után ezek közül 5 a Konzervatív Párt (köztük volt David Cameron miniszterelnök), 1 a Munkáspárt jelöltje volt.  
A megye 10 ezer lakosnál népesebb települései: Oxford (134 248 fő), Banbury (41 802 fő), Abingdon (30 626 fő), Bicester (28 672 fő), Witney (22 765 fő), Didcot (22 762 fő), Kidlington (13 719 fő), Carterton (11 805 fő), Thame (11 072 fő), Henley on Thames (10 646 fő). 

## Gazdaság
A megye gazdasága 1995 és 2003 között 7,6 milliárd fontról 12,94 milliárdra nőtt. Ezen belül a mezőgazdaság 120 millióról 93 millióra csökkent, az ipar 2 milliárdról 2,6 milliárd fontra növekedett, a szolgáltatások pedig majdnem duplájukra, 5,4 milliárdról 10,2 milliárd fontra bővültek. 

## Híres oxfordshire-iek

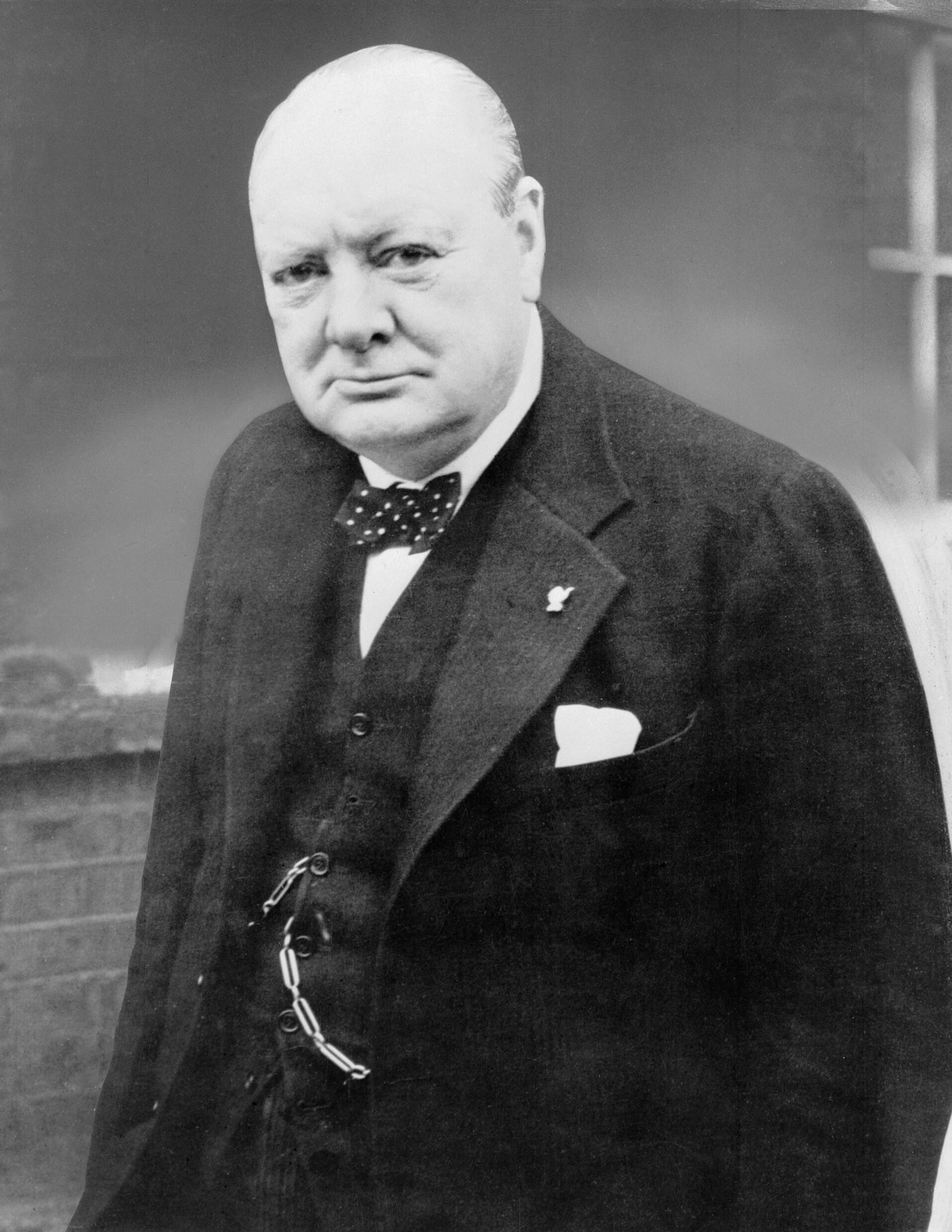
Winston Churchill

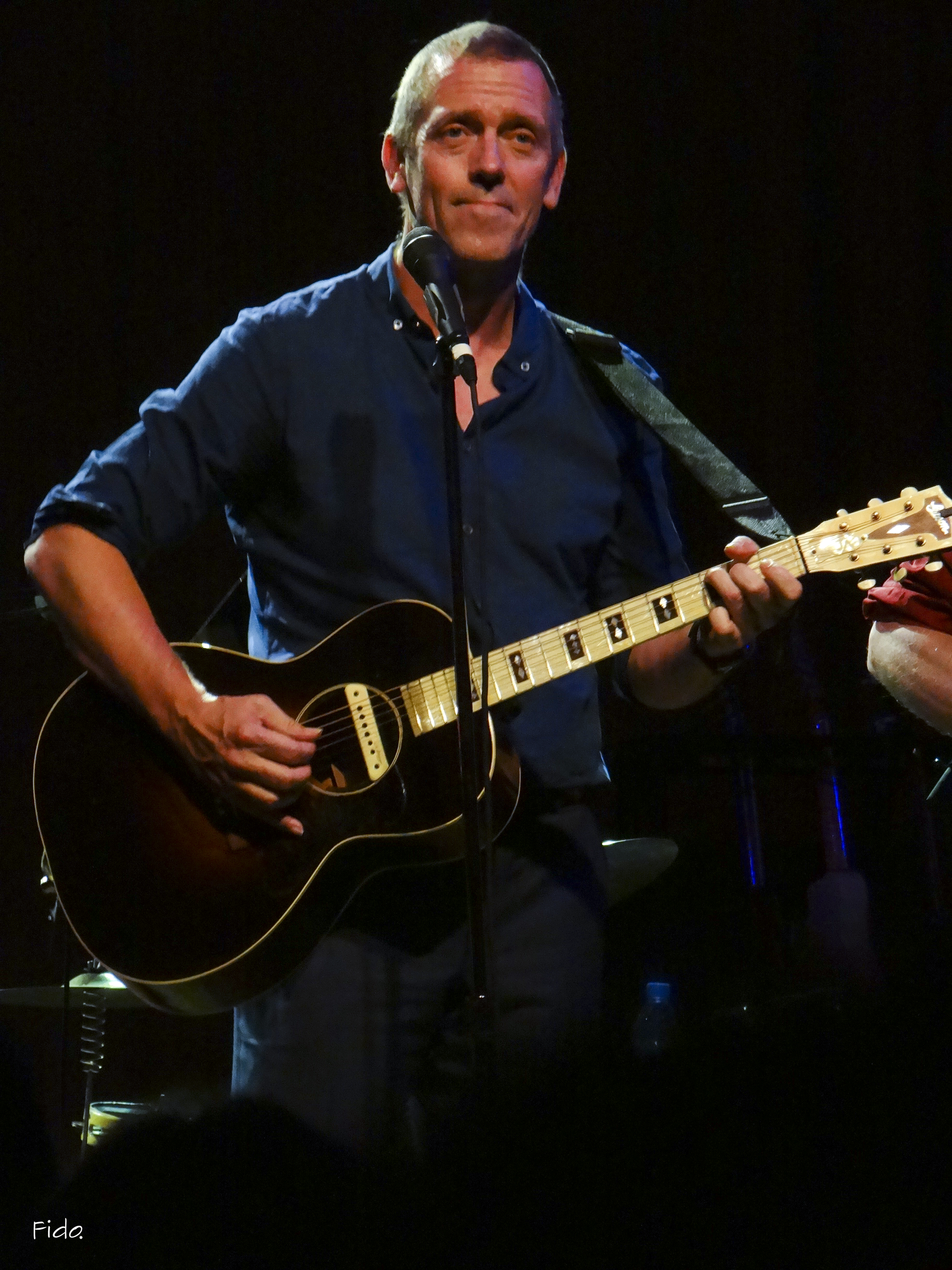
Hugh Laurie

- Nagy Alfréd
- Martin Amis író
- Joseph Butler filozófus
- David Cameron politikus
- Randolph Churchill politikus
- Winston Churchill politikus
- Orlando Gibbons zeneszerző
- Herbert Giles sinológus
- Mike Hailwood motorversenyző
- Thomas Harriot csillagász
- Warren Hastings politikus
- Stephen Hawking fizikus
- Tim Henman teniszező

- Alan Lloyd Hodgkin biofizikus
- P. D. James krimiíró
- Alec Jeffreys genetikus
- John Kendrew biokémikus
- Charles Lapworth geológus
- Hugh Laurie színész
- Miriam Margolyes színész
- Matthew Pinsent evezőbajnok
- Jacqueline du Pré csellista
- Henry Rawlinson orientalista
- Charles Reade író
- Dorothy Richardson író
- Dorothy L. Sayers író
- Humphrey Searle zeneszerző
- William Smith geológus

## Látnivalók

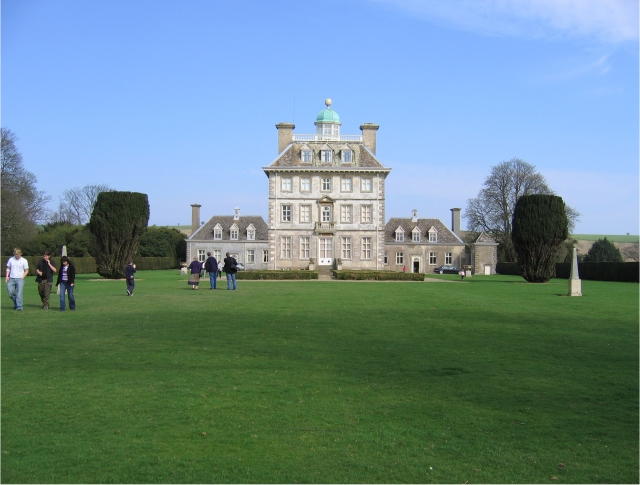
Ashdown House
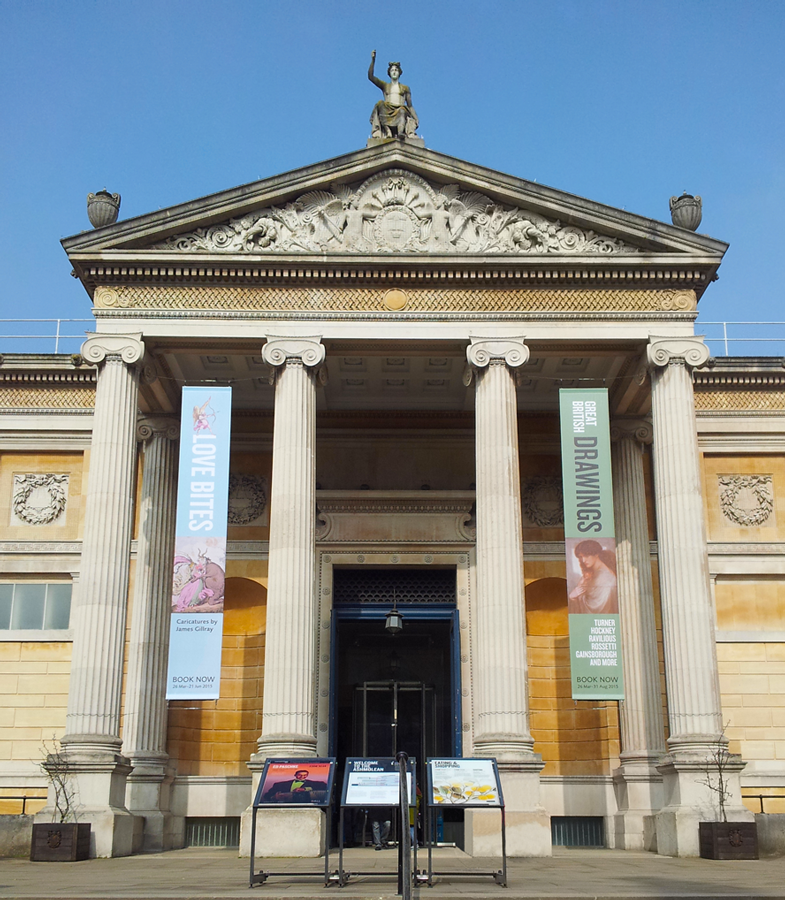
Ashmolean Museum
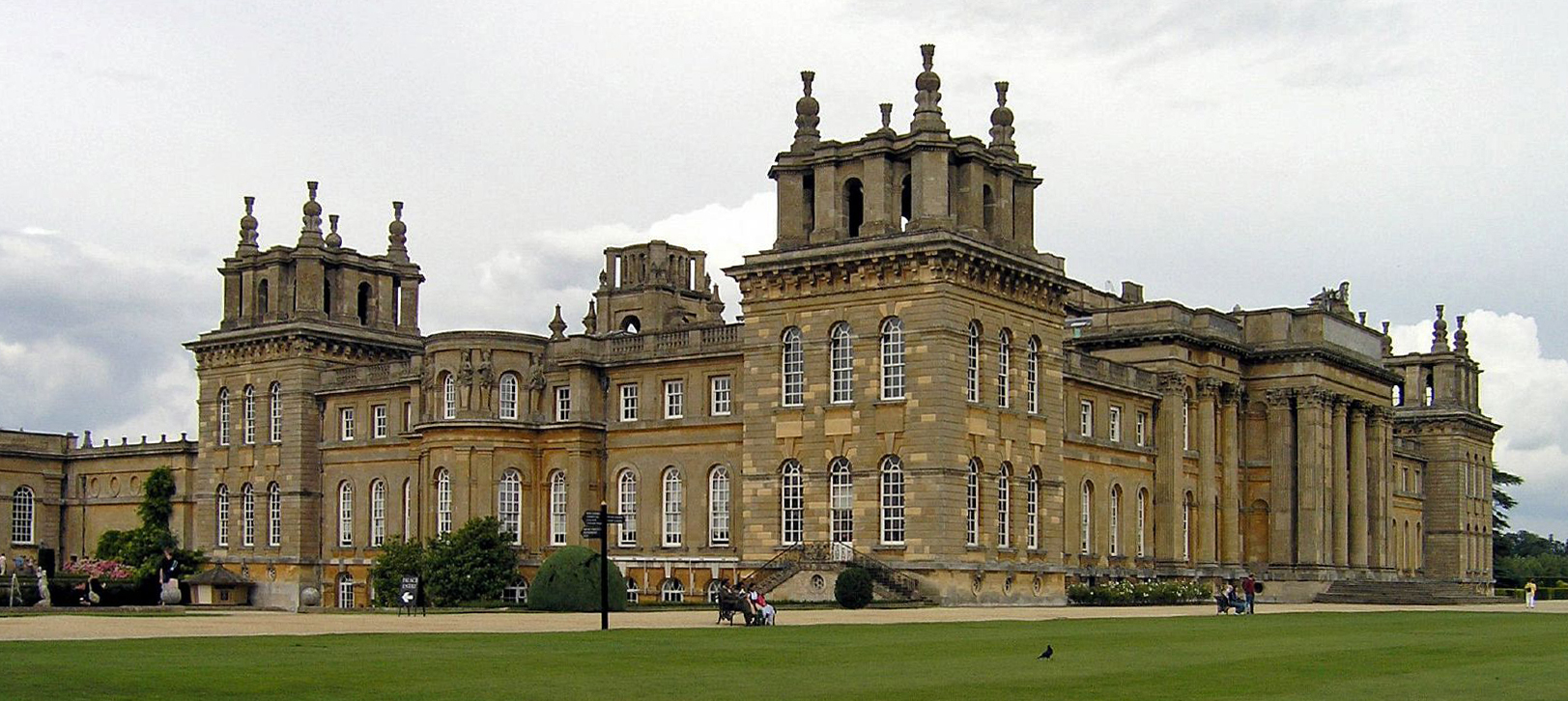
Blenheim kastély
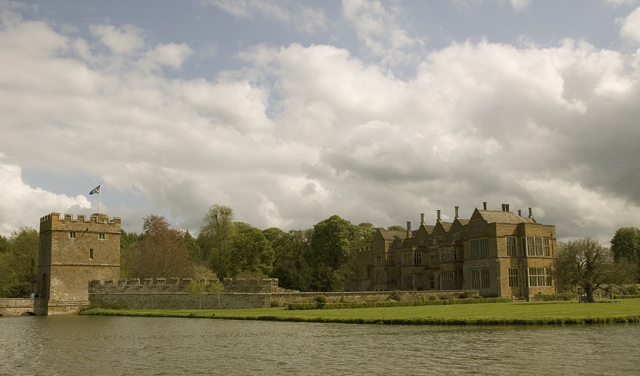
Broughton Castle
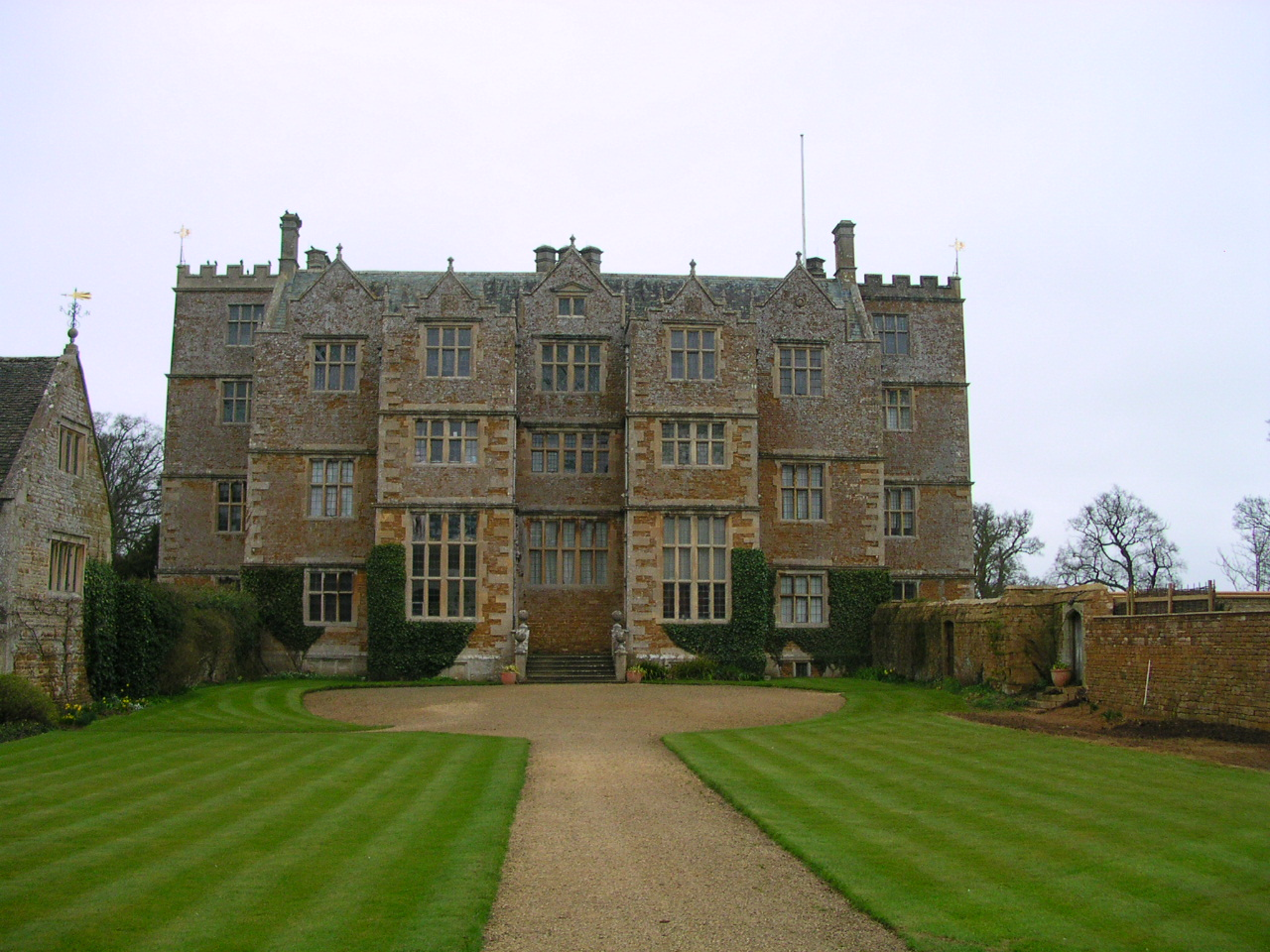
Chastleton House
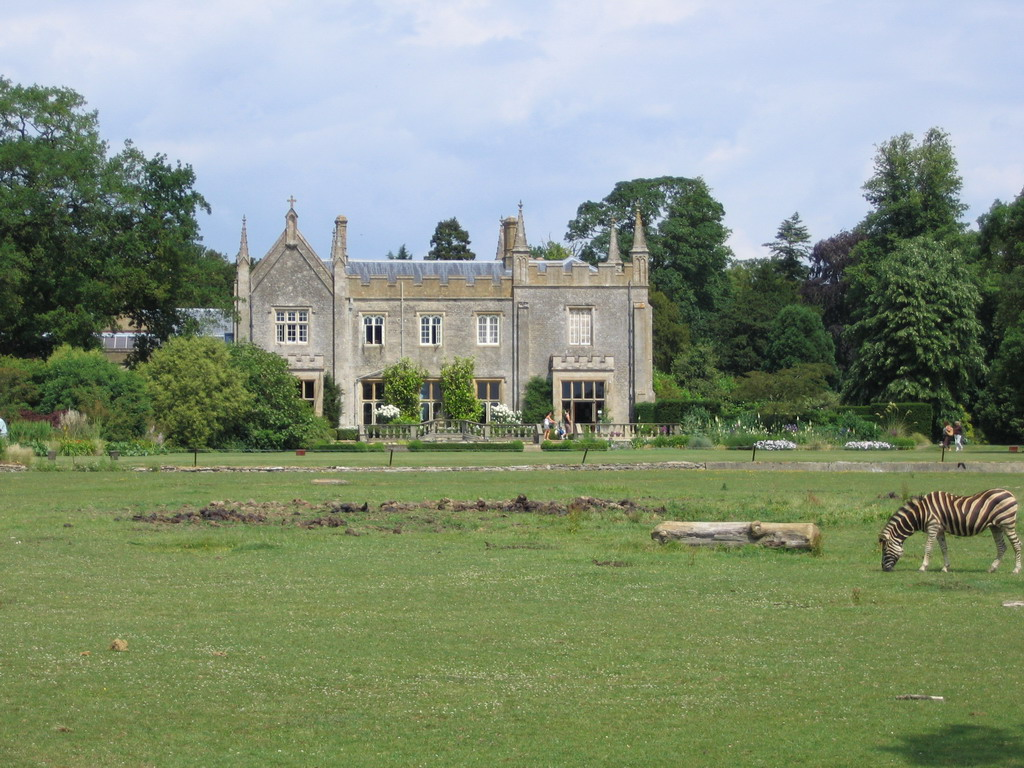
Cotswoldi vadaspark
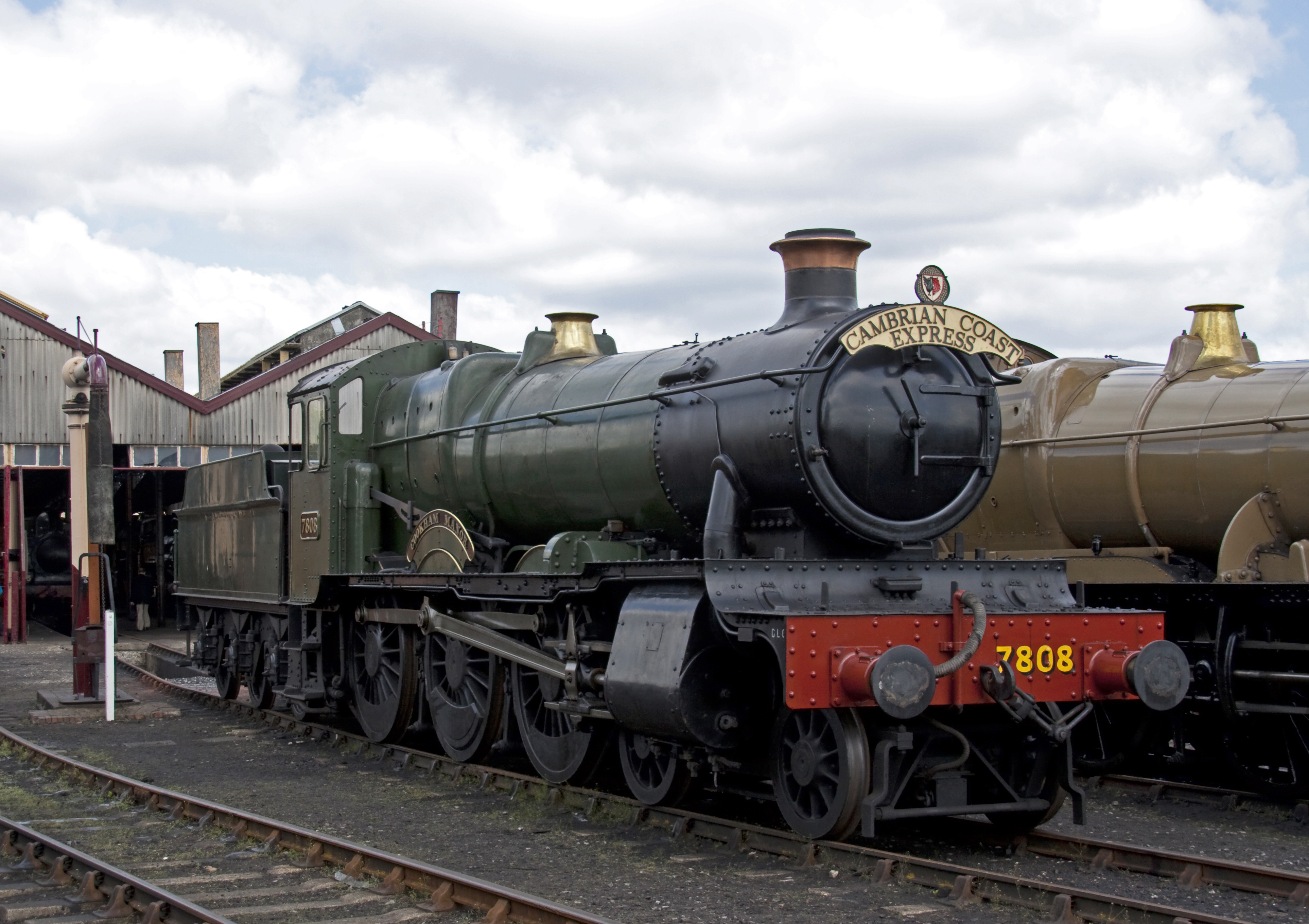
Didcoti vasútmúzeum
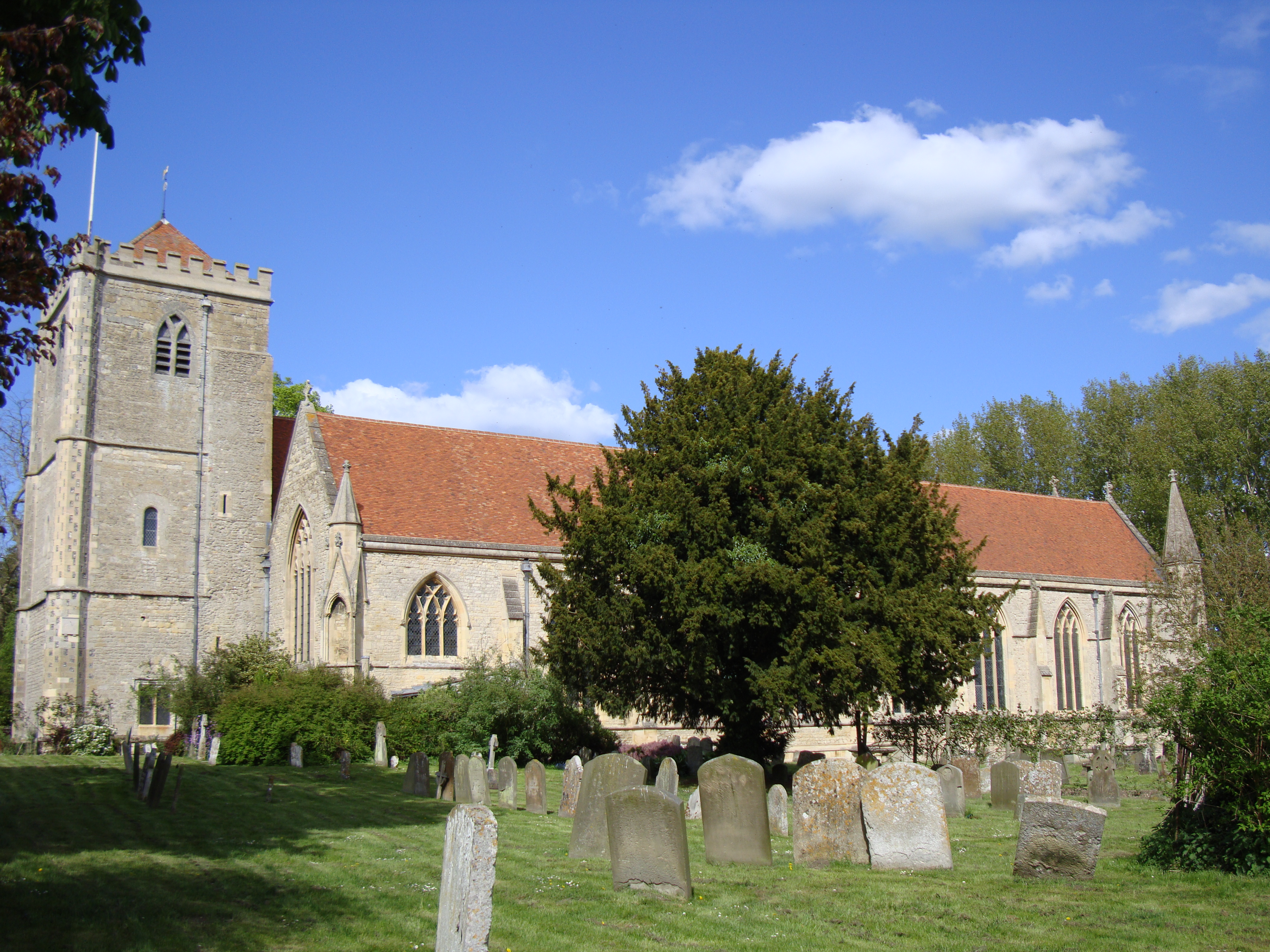
Dorchesteri apátság
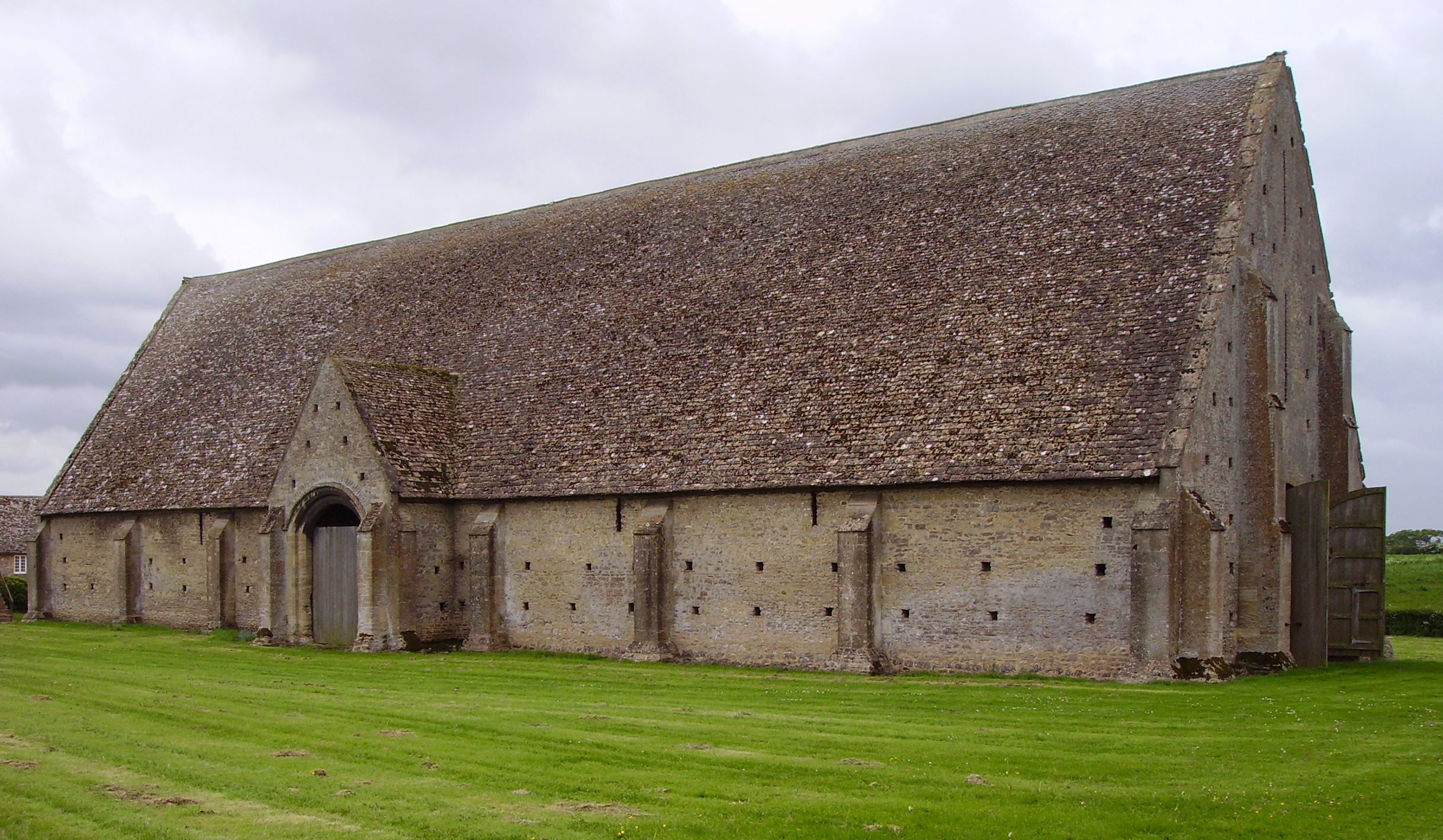
14. századi coxwelli csűr
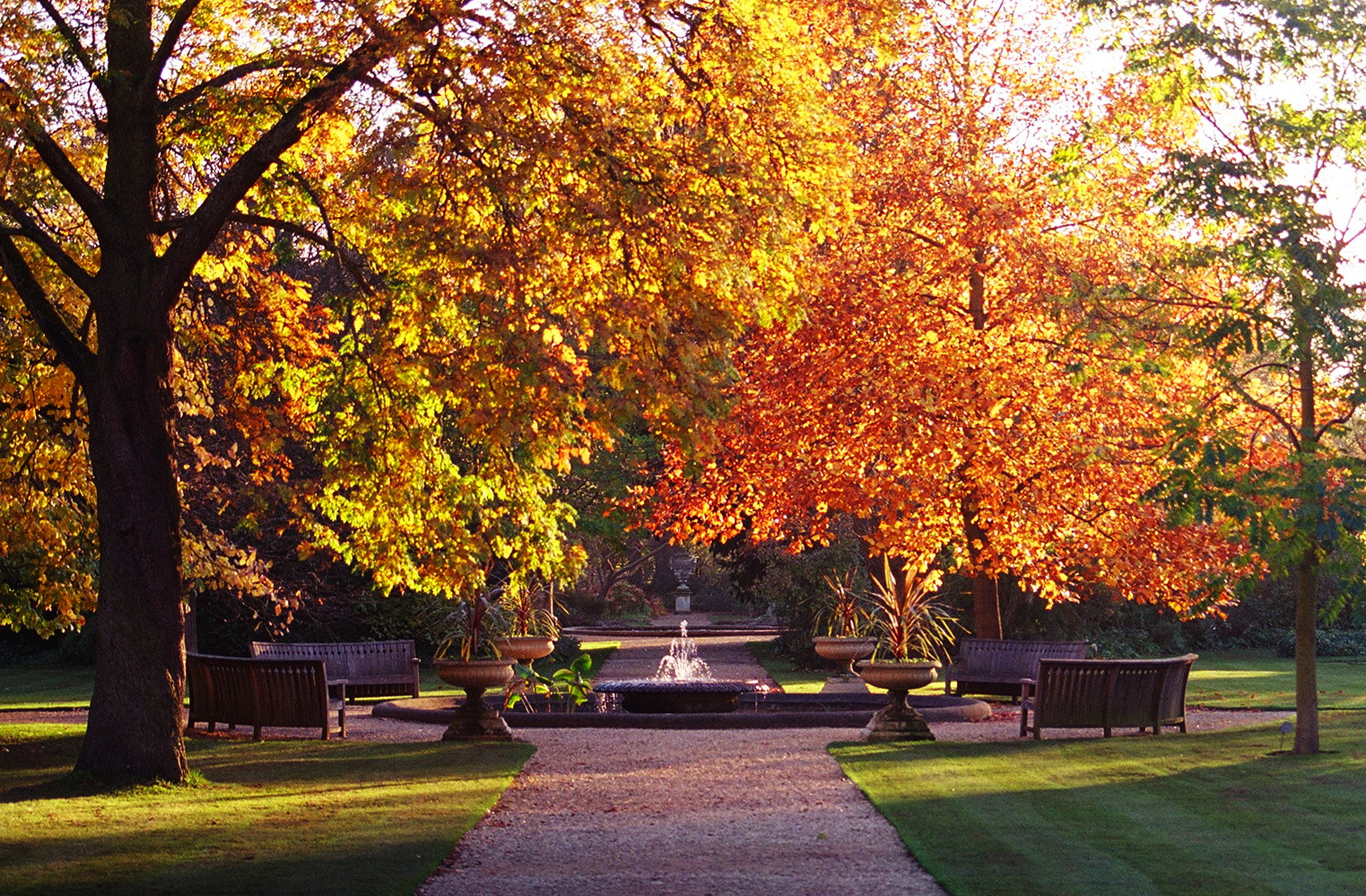
Az Oxfordi Egyetem arborétuma
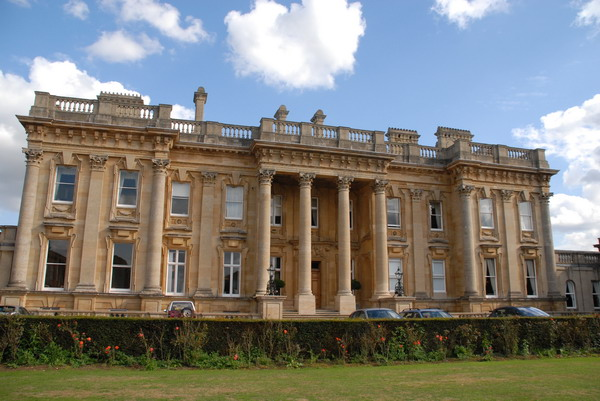
Heythrop Park
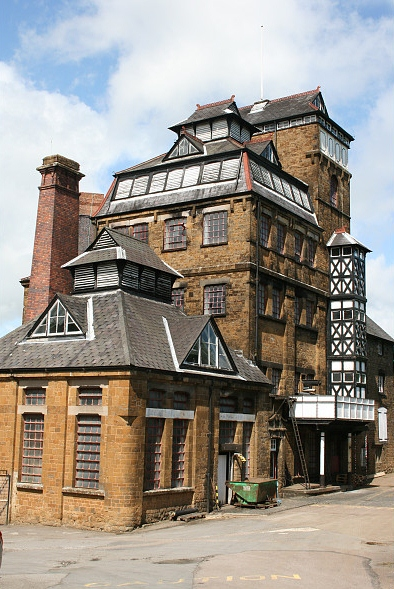
Hook Norton sörfőzde
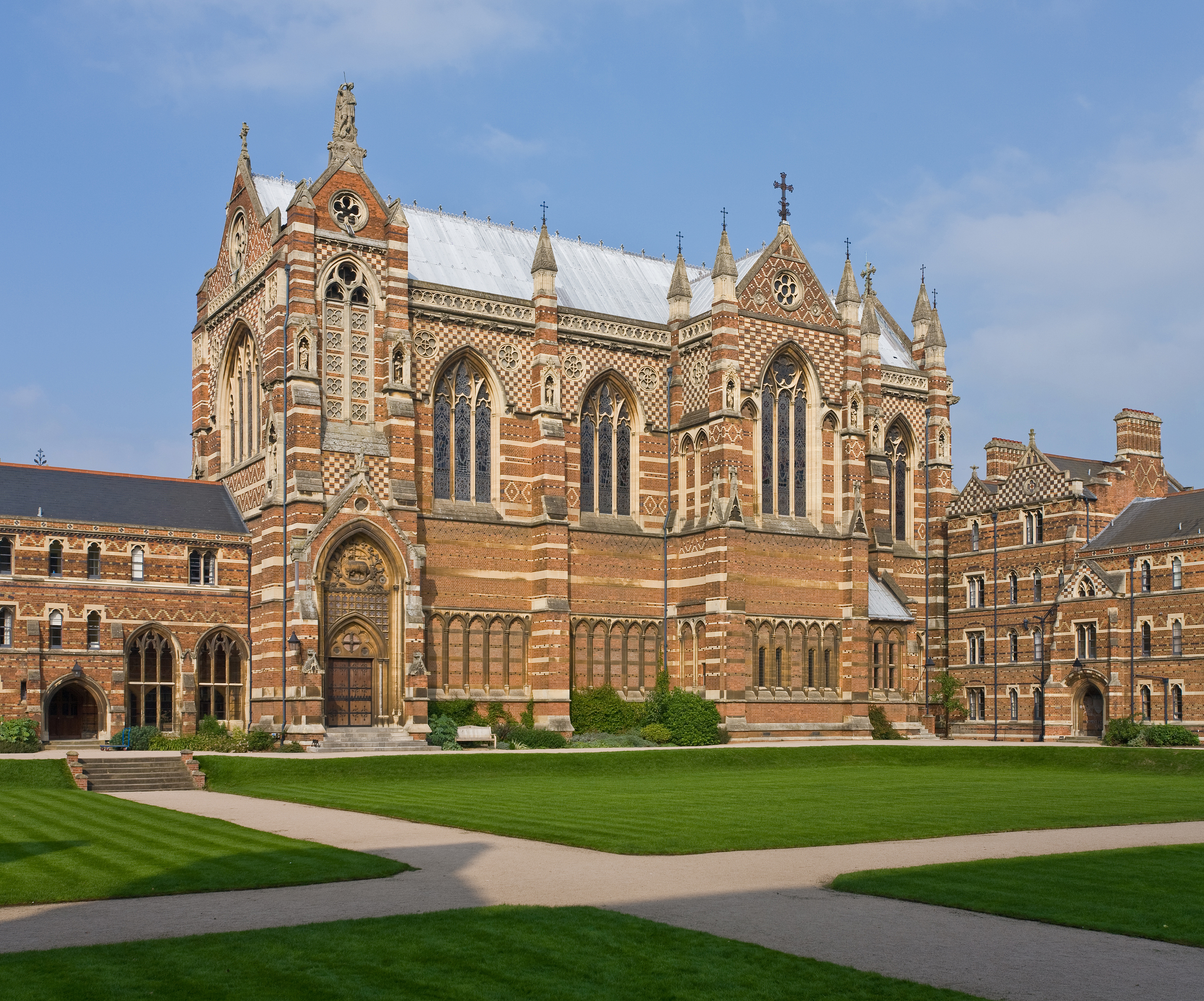
Oxfordi Egyetem
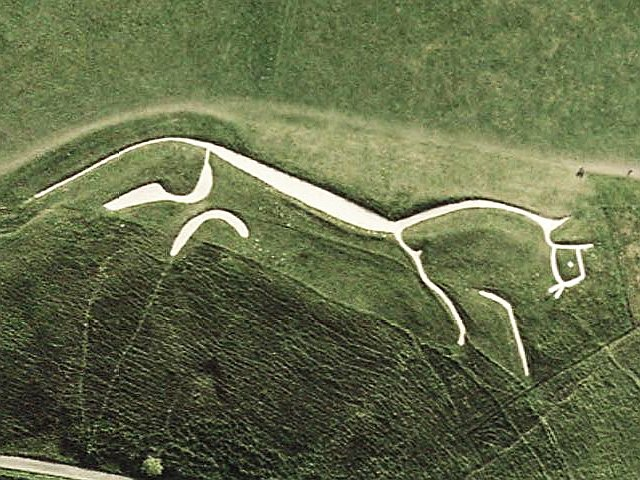
A vaskori uffingtoni fehér ló

## Fordítás
- Ez a szócikk részben vagy egészben  az   Oxfordshire című angol Wikipédia-szócikk ezen változatának fordításán alapul.  Az eredeti cikk szerkesztőit annak laptörténete sorolja fel. Ez a jelzés csupán a megfogalmazás eredetét és a szerzői jogokat jelzi, nem szolgál a cikkben szereplő információk forrásmegjelöléseként.